# Czertowica
Czertowica (słow. Čertovica; 1238 m) – przełęcz rozdzielająca łańcuch Tatr Niżnych w Centralnych Karpatach Zachodnich na Słowacji na dwie części: zachodnią – większą i skupiającą wszystkie szczyty przekraczające 2000 m (Ďumbierske Tatry) oraz wschodnią – niższą i nieco mniej rozległą (Kráľovohoľské Tatry).
Przełęcz leży pomiędzy szczytami Čertova svadba (1463 m) na wschodzie i zboczem Lajštroch (1601 m) na zachodzie. Południowo-zachodnie stoki przełęczy opadają do doliny Štiavnička, wschodnie do Bocianskiej doliny. Przełęcz stanowi od dawna znane i używane przejście z górnej części doliny Hronu (słow. Horehronia) na Liptów. Biegnie przez nią obecnie słowacka droga krajowa nr 72 z Podbrezovéj do Kráľovej Lehoty. 

## Turystyka i narciarstwo
Na przełęczy jest parking, dwie restauracje, hotele i ośrodek narciarski Čertovica (Ski Centrum Čertovica). Przełęcz stanowi także węzeł szlaków turystycznych.
  Čertovica –  Lajštroch – Rovienky – Kumštové sedlo – Králička – Schronisko Štefánika. Odległość 8,3 km, suma podejść 742 m, suma zejść 250 m, czas przejścia 3 h (z powrotem 2,30 h)
  Čertovica – Sedlo za Lenivou. Odległość 2 km, suma podejść 140 m, czas przejścia 35 min (z powrotem 20 min)
  Čertovica – Horna Jarabá. Odległość 3,4 km, suma zejść 380 m, czas przejścia 55 min (z powrotem 1,15 h)

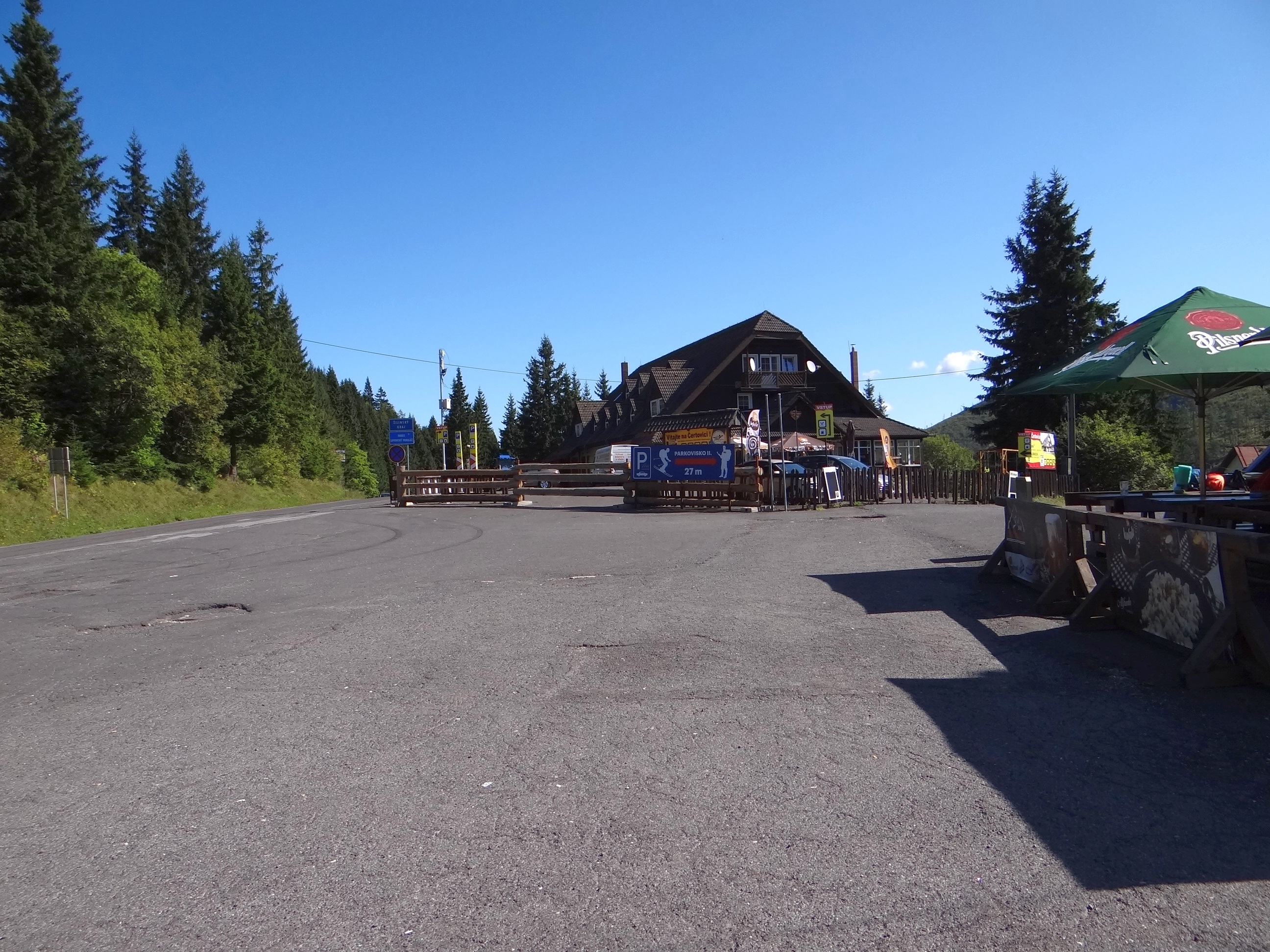
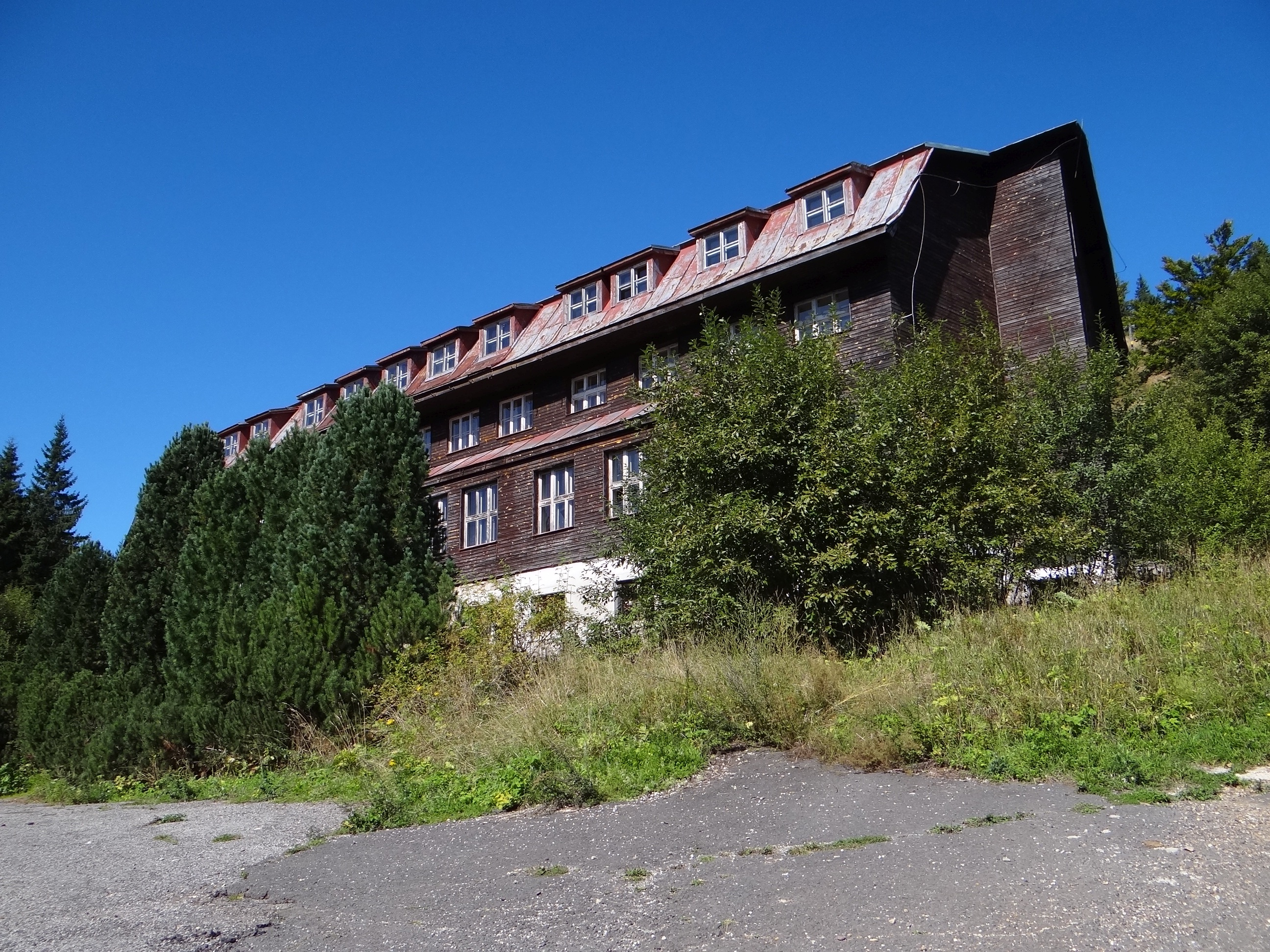
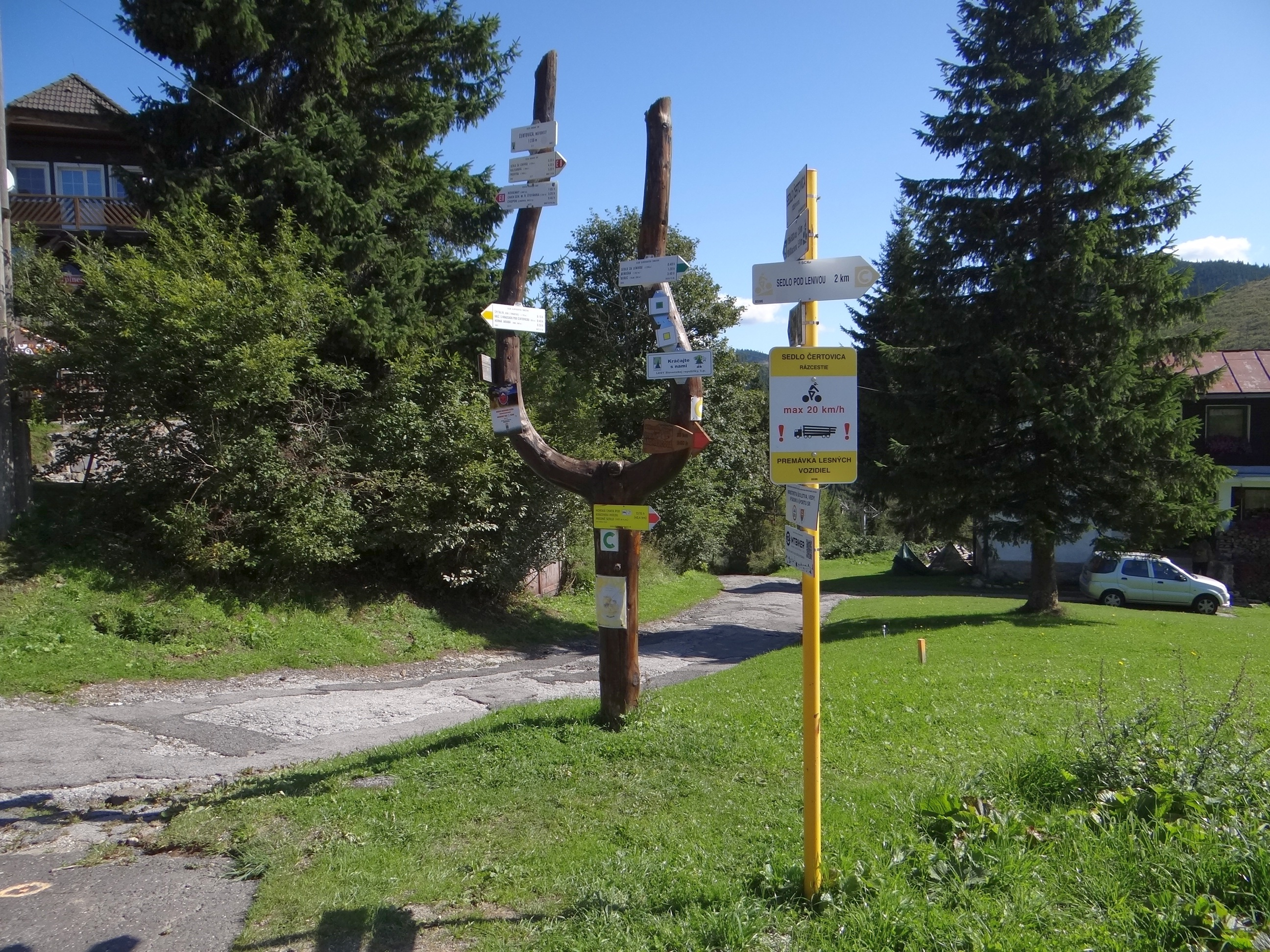
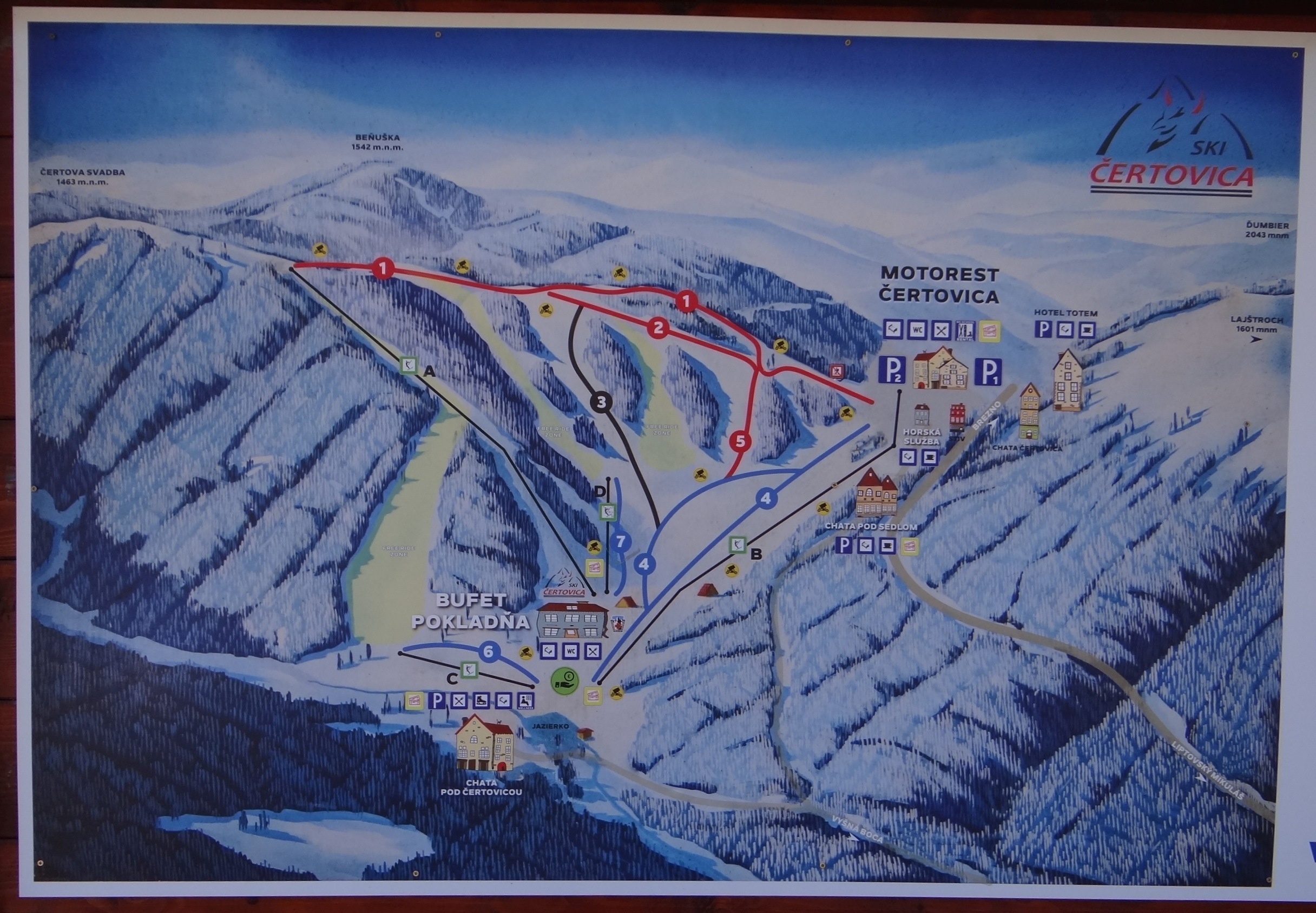
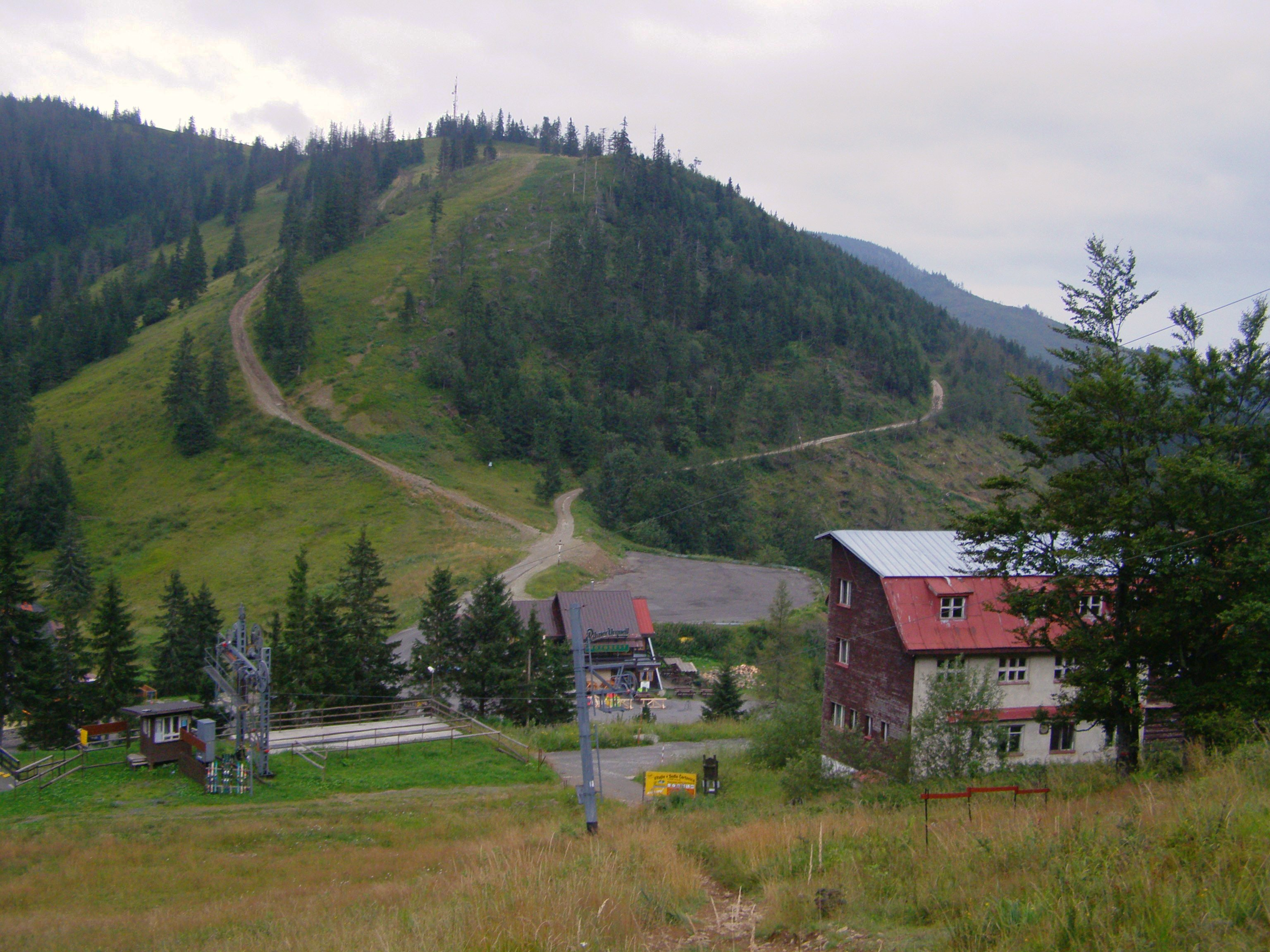

 szlak rowerowy nr 8596